# キョーエイ産業
キョーエイ産業株式会社（キョーエイさんぎょう）は、かつて広島県広島市安佐南区にあったマンション・住宅建築、不動産事業を行う株式会社。中国地方、福岡、大阪に営業拠点を持っていた。

## 沿革
- 1975年（昭和50年）3月 - 共栄産業株式会社設立。
- 1997年（平成9年）4月 - 現商号に変更。
- 1999年（平成11年）6月 - 株式を店頭公開（現在のジャスダック）。
- 2008年（平成20年）
  - 7月18日 - 東京地方裁判所に民事再生法の適用を申請し倒産。負債総額は約87億円（2008年5月31日現在）。
  - 8月5日 - 子会社である株式会社レジェンドハウスが民事再生法の適用を申請。
  - 8月19日 - ジャスダック証券取引所上場廃止。

## マンションブランド
- グラビスコート
- グラビス